# 1484

## Události
- Papež Inocenc VIII. vydal bulu Summis desiderantes affectibus proti čarodějnicím.
- 30. května se v Remeši konala korunovace Karla VIII.
- Do Vimperka přichází pasovský tiskař Johann Alacraw (psáno též Alakraw) a zakládá zde knihtisk. Malé šumavské město se tak stává v pořadí druhým tiskařským střediskem na českém území.

### Probíhající události
- 1455–1487 – Války růží

## Narození
- 1. ledna – Ulrich Zwingli, švýcarský humanistický teolog († 11. října 1531)
- 12. dubna – Antonio da Sangallo mladší, italský renesanční architekt († 3. srpna 1546)
- 23. dubna – Julius Caesar Scaliger, italský lékař a filolog († 21. října 1558)
- 24. listopadu – Jan III. z Rožmberka, český šlechtic a vladař domu rožmberského († 29. února 1532)
- Jón Arason, islandský biskup a básník († 1550)
- Jean Alphonse, francouzský mořeplavec († 1544/1549)
- Bartolomé de las Casas, španělský dominikán, misionář († 17. července 1566)
- Pedro Mascarenhas, portugalský mořeplavec († 23. června 1555)

## Úmrtí
- 4. března – Svatý Kazimír, polský princ, katolický duchovní a kardinál (* 3. října 1458)
- 12. srpna – Sixtus IV., papež (* 21. července 1414)
- 29. září – Svatý Jan z Dukly, polský františkánský mnich a opat (* asi 1414)
- ? – Půta ze Sovince, moravský šlechtic (* před 1436)

## Hlavy států
- České království – Vladislav Jagellonský
- Svatá říše římská – Fridrich III.
- Papež – Sixtus IV. – Inocenc VIII.
- Anglické království – Richard III.
- Dánsko – Jan I.
- Francouzské království – Karel VIII.
- Polské království – Kazimír IV. Jagellonský
- Uherské království – Matyáš Korvín
- Litevské velkoknížectví – Kazimír IV. Jagellonský
- Norsko – Jan I. Dánský
- Portugalsko – Jan II.
- Švédsko – regent Sten Sture
- Rusko – Ivan III. Vasiljevič
- Kastilie – Isabela Kastilská
- Aragonské království – Ferdinand II. Aragonský